# Campionati mondiali master di orientamento 2003
Manifestazione svolta dal 13 al 17 luglio 2003 in  Norvegia ad Halden.

## Categorie maschili
| Categoria | oro               | argento          | bronzo               |
| --------- | ----------------- | ---------------- | -------------------- |
| M35       | Risto Haikonen    | Matti Vainionpää | Keijo Parkkinen      |
| M40       | Håkan Svensson    | Arild Aasheim    | Urs Flühmann         |
| M45       | Eirik Næss-Ulseth | Trond Rønneberg  | Per Magnusson        |
| M50       | Sigurd Dæhli      | Olof Olofsson    | Tom A Karlsen        |
| M55       | Veikko Loukonen   | Risto Wessman    | Matti Railimo        |
| M60       | Karl Johansson    | Reino Österberg  | Henrik Hvoslef       |
| M65       | Veijo Tahvanainen | Nore Westin      | Reijo Lehkonen       |
| M70       | Bjørn Tveite      | Olaf Helgesen    | Helge Kvaase         |
| M75       | Ture Gunnarsson   | Arvo Majoinen    | Karl-Olov Pettersson |
| M80       | Martin Dreng      | Gunnar Johansson | Kåre Strande         |
| M85       | Erkki Luntamo     | Rune Haraldsson  | Olaf Zakariassen     |

## Categorie femminili
| Categoria | oro                 | argento               | bronzo              |
| --------- | ------------------- | --------------------- | ------------------- |
| W35       | Charlotte Lindkvist | Jaana Pietilä         | Carina Svensson     |
| W40       | Laila B Höglund     | Anne Nurmi            | Marje Viirmann      |
| W45       | Evalena Ericson     | Kari Elisabeth Natvig | Virginija Gvildiene |
| W50       | Anne Lise Saga      | Gabriella Axelsson    | Kari Strande        |
| W55       | Karin Gustafsson    | Sharon Crawford       | Saga Pått           |
| W60       | Ulla Lindhe         | Gunnel Svensson       | Birgitta Olsson     |
| W65       | Birgit Lång         | Kerstin Granstedt     | Eivor Steen-Olsson  |
| W70       | Eila Rintanen       | Inga-Lisa Johansson   | Maja-Lisa Bergström |
| W75       | Sole Nieminen       | Elvy Fredin           | Grethe Benjaminsen  |
| W80       | Astrid Andersson    | Lillian Røss          | Valve Nömme         |

## Medagliere
|   | Stato       | oro | argento | bronzo | Totale |
| - | ----------- | --- | ------- | ------ | ------ |
| 1 | Svezia      | 10  | 9       | 6      | 25     |
| 2 | Finlandia   | 6   | 6       | 4      | 16     |
| 3 | Norvegia    | 5   | 5       | 7      | 17     |
| 4 | Stati Uniti | -   | 1       | -      | 1      |
| 5 | Estonia     | -   | -       | 2      | 2      |
| 6 | Lituania    | -   | -       | 1      | 1      |
| 6 | Svizzera    | -   | -       | 1      | 1      |